# Pachydema xanthochroa
Pachydema xanthochroa är en skalbaggsart som beskrevs av Leon Fairmaire 1879. Pachydema xanthochroa ingår i släktet Pachydema och familjen Melolonthidae. Inga underarter finns listade i Catalogue of Life.